# Editură

Relația autor-editor-cumpărător

O editură (lat. edition - a edita) este definită în general drept o societate comercială care își joacă rolul pe piața de carte. Excepție fac unele ONG-uri, fundații culturale și edituri care țin de anumite organizații specializate.

## Rol și definire
Definiție: Editura este o societate comercială (firmă) cu funcții socio-culturale care (a) are o bună cunoaștere a cererii de pe piața de carte, (b) pe baza căreia investește resurse financiare în producția de carte, (c) își promovează și își vinde produsele pentru (d) a recupera fondurile investite și (e) a obține un (eventual) profit.
În România, editurile au apărut și s-au dezvoltat o dată cu tiparul. Coresi este considerat primul editor român, fiind numit și „părintele limbii românești”.
Ion Heliade Rădulescu, la sfârșitul secolului al XIX-lea, desfășoară de asemenea o activitate editorială importantă. În Moldova, recunoscuți pentru acest lucru sunt Gheorghe Asachi și Mihail Kogălniceanu.
În anul 1886 ia ființă prima editură de stat Editura Casa Școalelor cu un caracter enciclopedic, iar în 1898 la București apare Editura Minerva. În perioada interbelică apar edituri noi precum Cartea Românească (1919), Cultura Națională (1921), Scrisul Românesc (1922), Editura Fundațiilor Regale pentru Literatură și Arte (1933).
Editura se regăsește în modelele industriilor culturale  sau, într-un sens mai restrâns, cel al industriilor media (mai recent).
În același timp, o editură este o societate comercială care va trebui să îndeplinească următoarele funcții:
- de marketing (cunoașterea pieții de carte, achiziția manuscriselor, promovarea aparițiilor);
- de producție (redactare, tehnoredactare, design, tipar sau mai nou de preparare a edițiilor digitale);
- comercială (difuzare și vânzare);
- economică (finanțarea activității, recuperarea fondurilor investite, profit).

O editură va mai îndeplini și cele 5 funcții socio-culturale specifice mijloacelor de comunicare în masă:
- de informare;
- de interpretare;
- de coagulare socială (Biblia sau Coranul au avut și au un puternic asemenea rol; cărți precum: Mein Kampf, Capitalul ș.a. confirmă pe deplin teoria „glonțului magic” cu privire la efectele mass-media asupra comunităților);
- de culturalizare;
- de divertisment (istoricul Adam Michnik, disident polonez de seamă în perioada comunistă, în prezent redactor-șef al celui mai important cotidian polonez Gazeta Wzborcza, afirmă că jurnalismul înseamnă deopotrivă misiune și business; business-ul fără misiune e nul – misiunea fără business e faliment; de aici rezultă și una dintre cheile succesului unei edituri: a menține un echilibru între business și misiune).

B. Miège clasifică modelul editorial drept unul cu un grad mare de concentrare. Produsele (cărți, CD-uri, DVD-uri, mai recent e-book-uri etc.) dispun de un fenomen de vânzare aleatoriu, cu un succes greu de prezis; companiile au puțini salariați și preferă să lucreze cu autori, interpreți, traducători, redactori de specialitate sau graficieni în regim de colaboratori. Prin urmare, aceștia vor fi remunerați pe baza drepturilor intelectuale sau a drepturilor de autor.
Produsele unei edituri se vând pe piața de carte. Aceasta reprezintă cererea și oferta totală, precum și tranzacțiile de carte efectuate într-o anumită perioadă pe o arie geografică. Pe această piață editurile se află în competiție continuă, încercând să răspundă unor întrebări nepuse din partea consumatorilor (cititorilor).
Editorul trebuie să mențină o relație de echilibru între cerere și ofertă pentru a reuși să obțină un anume profit.

## Piața de carte
Pentru ca o editură să fie luată în calcul la determinarea ofertei de carte ea trebuie să funcționeze permanent și să editeze un număr minim de titluri anual (aproximativ 10). În majoritatea țărilor producția editorială are un grad mare de concentrare: în Franța 10% dintre casele editoriale dețin peste 70% din producția de carte (în special cele 4 grupuri editoriale mari: Hachette, Seuil, Gallimard și Armand Colin); în România se estimează că un număr de 5 grupuri editoriale dețin în jur de 80% din producția națională de carte).
Producția de carte este îmbogățită cu titlurile editate de unele trusturi de presă cum ar fi cele de la editura Adevărul ce ține de trustul Adevărul sau cu titluri realizate în regim de colaborare cu asemenea trusturi (cazul cărților din colecția Cotidianul editate împreună cu editura Univers; cazul titlurilor din colecția BPT ce țin de Jurnalul național șamd. Majoritatea titlurilor publicate și distribuite la pachet împreună cu o publicație cotidiană sunt editate în regim propriu sau de colaborare cu alte edituri. Practică ce ține de istoria recentă și care a inundat piața cu tiraje ce pe alocuri au depășit cifre de ordinul sutelor de mii. Acest lucru a dus la reducerea cu aproximativ a 30% a pieței editorialale a jucătorilor tradiționali; de aici și apariția anumitor tensiuni .
În prezent prăbușirea pieței locale și comprimarea din motive financiare a structurilor media și a departamentelor specifice a dus la schimbări extrem de dinamice în topul jucătorilor și a politicilor editoriale. Cartea chioșc deseori hulită de unii editori se află în prezent într-un trend descendent (pe cât de rapid a fost și ascendentul). Unele asemenea direcții au dispărut în totalitate împreună cu structurile media de care țineau. Este foarte posibil ca în viitorul apropiat acest fenomen să dispară de tot sau să devină neglijabil.
Oferta editorială din România era la nivelul anului 2004 de aproximativ 35 de milioane de dolari, adică de 1,75 dolari per capita. (cf. Ziarul Financiar, 21 iunie 2004). În 2008, piața de carte din România se apropia de 80 milioane de euro, o majorare cu 60% față de anii precedenți. În 2009 se estima o scădere cu 30% a acestor cifre . Cifre exacte și în timp real ale industriei sunt aproape imposibil de stabilit majoritatea surselor de informare în acest domeniu fiind articolele apărute în presa cotidiană sau pe unele site-uri  (cifre care sunt bazate pe răspunsurile date în urma chestionării unor reprezentanți ai pieței editoriale și pe alocuri inexacte).
AER (Asociația Editorilor din România, cel mai mare organism autohton de profil) nu a mai actualizat aceste informații. Cel mai recent raport al Asociației Editorilor din România datează din 2002, dar în ultimii ani piața a evoluat spectaculos ca în prezent să cunoască o stagnare sau regres  cauzate de criza economică mondială. Lipsa datelor este în parte și vina reprezentanților editurilor care uneori nu vor să-și declare cifrele exacte de vânzare și nici nu-și comandă studii de piață (ce ar presupune un efort financiar crescut). Estimările Asociației Editorilor din România asupra pieței de carte în 2004 arată cifre de 27 milioane euro. În 2006 vorbim de o piață în expansiune cu un profit de 50 milioane de dolari. În comparație cu unele țări europene, Ungaria de exemplu, piața editorială este de 7,5 ori mai mare, iar în Polonia de 40 de ori mai mare.
După 1991, numărul editurilor din România a crescut masiv (aproximativ 10.000), pentru ca treptat să scadă la 1.091 (1999) respectiv 663 (2000). Aceste fluctuații au fost determinate de trecerea la economia de piață. În general, piața de carte este caracterizată printr-un număr enorm de titluri publicate, în paralel cu un tiraj tot mai redus.
Tirajul mediu declarat al editurilor din România este în prezent estimat, dar imposibil de aflat exact deoarece doar unii jucători din piață oferă cifre interne ce nu pot fi comparate sau confirmate cu rapoarte exacte din tipografii sau prin adunarea cifrelor de vânzări ale tuturor jucătorilor de pe piața de desfacere.
De asemenea mai poate fi întâlnită și practica falselor raportări a unor cifre ce nu pot fi contra verificate cu cifrele de vânzări reale (stoc real vândut vs. stoc distribuit) Unele departamente de PR ale publisherilor autohtoni pot declara cifre aproximate pozitiv pentru a putea genera vânzări ulterioare pe principiul: „Dacă declari că e best seller, atunci poate devine best seller”.
Este foarte posibilă existența și a tirajelor duble și a evaziunii fiscale în domeniu. De asemenea lipsa unei baze de date comune a vânzărilor de carte și lipsa de transparență sau standardizare a lanțurilor de distribuție și a topurilor de vânzări (cu unele excepții neglijabile), împreună cu fenomenul vânzării alternative prin rețele interne direct în școli, la târguri de profil sau sezonier în parcuri și centre de agrement fac imposibilă aflarea cifrelor exacte. Cuvântul de ordine ar fi opacitatea și fragmentarea excesivă.
Cu unele excepții - ce țin de principalii jucători de pe piață - majoritatea editurilor ce activează în România poate fi definită ca fiind formă fără fond. Lipsa resurselor umane și a departamentelor specializate, lipsa know-how-ului cu atât mai mult necesar în acest tip de instituții, o serie de aspecte de ordin tehnic (software nelicențiat, personal necalificat) și resurse financiare (lipsa lor) duc la inundarea pieței cu titluri de o calitate ce poate fi clasificată din start drept rebut, cu traduceri îndoielnice, distribuție sporadică și pe alocuri cu probleme legate de copyright.
Conform unui articol HotNews din : Între 2009 și 2012, producția de titluri de carte noi a crescut cu peste 2000 de titluri anual. În schimb, tirajul mediu a scăzut la aproximativ de 1500 de exemplare per titlu. Producția de titluri de carte de autori români a crescut cu aproape 10 procente de la începutul crizei, ca și aceea de titluri de carte de autori străini.
La ora actuală nu se cunoaște numărul exact al editurilor din România. Teoretic, el se poate calcula, practic, nu. O editură este o societate comercială, care, în principiu, ar trebui să-și înregistreze marca la OSIM și să ceară de la Biblioteca Națională un cod ISBN pentru fiecare carte editată. Există însă foarte puține garanții că toate editurile fac acest lucru. Ministerul Culturii și Cultelor estima că în România există 4.500 de edituri. Dintre acestea nu toate sunt active. Potrivit datelor obținute de la Biblioteca Națională, în 2005 au fost active 800 de edituri, în timp ce în 2006 numărul acestora era de 1100.

Principalii actori de pe piața de carte

O deosebire esențială între producția editorială și alte tipuri de activități asemănătoare constă în importanța majoră pe care o are prezența, vizibilă sau invizibilă, a autorului.
Numele unui autor reputat poate fi garanția unui bestseller editorial. Un asemenea autor contribuie în mod esențial la promovarea cărții sale, putând face el însuși mai mult decât întreaga echipă a editurii; de exemplu, Paulo Coelho și succesul reputat de editura Humanitas prin traducerea operelor acestuia. Astfel, editurile se află în concurență pentru a publica autori cu notorietate și, eventual, a-i determina să devină „autori de casă". În general prestigiul unei edituri depinde de prestigiul autorilor pe care îi publică, dar și invers.
Difuzarea reprezintă un punct-cheie în vânzarea de carte. Unele edituri au propriile librării sau cluburi de carte, precum și mijloace individuale de comerț electronic (site-uri cu vânzare directă sau librării on-line ce pot vinde atât titlurile fizice cât și ediții electronice).
Distribuția de carte în format electronic denumită generic e-book este reprezentat pe piața românească prin intermediul a mai multor platforme dintre care semnificative sunt cele redate mai jos:
- Elefant
- CorectBOOKS
- Librăriile Humanitas

Deocamdată numărul de titluri oferit spre vânzare este limitat, iar cifra de afaceri neglijabilă . Despre cartea în format electronic se vorbește pentru moment în România mai mult la timpul viitor, iar grație dinamicii speciale a acestui domeniu (tehnologii în continuă dezvoltare și impunere, legislație în curs de adaptare sau modificare, evoluția publicului și a echipamentelor de redare, metodele de implementare a protecției drepturilor de autor) este foarte posibil ca unii jucători să intre sau să iasă de pe această piață destul de repede
În funcție de domeniul cărților editate, o editură își va elabora politica comercială utilizând canalele cele mai potrivite de distribuție, conform unui principiu general de marketing care spune: „Produsul potrivit, la locul potrivit și la momentul potrivit”. Un „truc” de marketing pentru o editură este scoaterea unui titlu care vine în paralel cu un alt eveniment cultural de succes: lansarea unei cărți după un film celebru, piesă de teatru etc.
Media publicitare sunt un factor important care poate influența mărimea pieții de carte. Biroul de promovare va întreține relații cu criticii, redactorii de specialitate de la diverse publicații, posturi de radio și tv. De regulă, se recurge la publicitatea directă în paginile ziarelor sau a revistelor ori, mai rar, la cea de tip outdoor (afișaj/panotaj stradal). În unele librării se pot construi standuri personalizate sau se pot desfășura campanii de promovare speciale. Din ce în ce mai mult teren câștigă și promovarea și vânzarea prin media electronice (Internet, e-mail).

## Reglementări internaționale
Primele pagini ale unei cărți se înscriu într-un anumit standard, având o structură fixă, în care se regăsesc o serie de elemente obligatorii, stabilite prin reglementări internaționale.
ISBN reprezintă numărul internațional standardizat al unei cărți (International Standard Book Number). Fiecare carte tipărită (sau în format electronic) este identificată printr-un ISBN unic format din 10 cifre (dacă a fost alocat înainte de 1 ianuarie 2007) sau în prezent din 13 cifre (compatibil cu Bookland EAN-13. Aceste cifre pot fi grupate în câte 4 sau respectiv 5 segmente de lungime variabilă, separate de cratimă.
Un cod ISBN din 10 cifre este format după modelul următor: AA-BB-CCC-D unde AA reprezintă codul țării, BB – codul editurii, CCC – numărul de ordine al cărții, iar D este o cifră de control calculată conform algoritmului Agenției Internaționale ISBN de la Berlin. 
Codul ISBN din 13 cifre folosit în prezent este format după modelul următor:
1. Prefixul: 978 sau 979 (indică industria; în cazul de față 978 indică editarea de carte)
2. Identificatorul țării sau al unui areal de limbă comună
3. Codul Editurii
4. Numărul de ordine al cărții
5. Cifra de control

Astfel ISBN 978-973-124-600-0 este interpretat după cum urmează: 978=industrie, editare de carte, 973=Codul României, 124=Codul Editurii X, 600=Numărul de ordine al cărții Vând kilometri de Mihai Barbu, iar 0 este cifra de control.
Această standardizare are drept scop identificarea unui titlu pe plan internațional. Sistemul ISBN datează din 1965, fiind conceput de distribuitorul englez W.H. Smith & Son Ltd și Asociația Editorilor din Marea Britanie. După 1989 acest sistem a pătruns și în România.
Un cod ISBN va facilita identificarea cărților în bazele de date bibliografice (evitându-se confuzia între titluri asemănătoare), fiind astfel ușurată administrarea stocurilor de carte. Baza de date ISBN și gestiunea ei este încredințată Centrului ISBN care aparține de Biblioteca Națională. Această bază este actualizată și trimisă periodic Agenției Internaționale ISBN de la Berlin și este inclusă în Catalogul Internațional al Editorilor (Publishers’s International ISBN Directory).
Descrierea CIP (Catalog Înainte de Publicare) reprezintă un program inițiat de Biblioteca Congresului din Washington (SUA) și se desfășoară în numeroase țări (Anglia, Germania, Rusia, Canada, Brazilia, România etc.).
Astfel Biroul CIP al Bibliotecii Naționale (pe baza informațiilor furnizate de editori) va elabora descrierile bibliografice ale cărților aflate în curs de apariție.
O descriere CIP va conține date despre autor, titlu, editură, locul publicării, colecție, nume traducător, prefață, postfață (atunci când sunt semnate de altcineva) etc. În acest mod, librăriile, bibliotecile și difuzorii de carte vor dispune din timp de informațiile necesare pentru selectarea, achiziționarea și prelucrarea unor noi titluri editoriale.
Această descriere se tipărește și pe pagina 2 a unei cărți respectându-se întocmai punctuația și forma în care a fost redactată (pentru identificare este foarte important ca descrierea CIP să fie conformă cu orginalul).

## Asociații profesionale
Apariția și dezvoltarea editurilor au făcut necesară stringerea acestora în jurul unor asociații profesionale care să le apere și să le sprijine interesele.
Asociația Editorilor din România (AER) a luat ființă în 1991 și este principala asociație profesională a editorilor de carte din toate domeniile de interes cultural. Ea este formată din membri deplini și membri afiliați, numărul acestora fiind de aproximativ 70 (membrii dețin peste 80% din piața de carte din România). Asociația promovează interesele comune ale membrilor și imaginea editorilor români în străinătate.
De asemenea AER organizează târgul național anual de carte Bookfest (de obicei în luna iunie în Complexul Expozițional Romexpo). Tot AER a inițiat și lansat recent (30 martie 2010) Infocarte – Catalogul online al cărților disponibile (Books in Print), un proiect ce se dorește a dezvolta un catalog online cu toate cărțile editate și disponibile pe piața de carte din România.
Asociația Difuzorilor și Editorilor – Patronat al Cărții (ADEPC) reprezintă interesele profesionale a circa 50 de edituri. Asociația este o Marcă de Aur a programului „Fabricat în România” (un program al „Guvernului Adrian Năstase”).
Uniunea Editorilor din România (UER), noua denumire a Asociației Editurilor cu Profil Pedagogic și Cultural (AEPPC) este o organizație care reprezintă interesele editorilor și difuzorilor de manuale școlare, carte universitară, materiale și publicații pedagogice și educaționale sau carte pentru copii. AEPPC a fost înființată în 1995 (în perioada 1998–iunie 2000 a funcționat sub egida Asociației Editorilor din România). UER (fostă AEPPC) numară 50 de membri, aceștia deținând peste 80% din piața cărții școlare.
Asociația pentru Inițiativă Culturală în Internet este o organizație non-profit ce asigură prezența spiritualității românești pe Internet (efectuează transpuneri editoriale în limbaj electronic și le difuzează pe Internet). Principala preocupare este dezvoltarea Bibliotecii Românești Virtuale, după modelul marilor biblioteci digitale existente în Occident.

## Cartea în cifre
Pentru evaluarea cererii și a ofertei de carte, asociațiile naționale de editori în colaborare cu institutele specializate alcătuiesc anual statistici cu privire la producția și vânzarea de carte. În România, AER realizează aceste statistici începând cu 2001, pentru principalele domenii editoriale (dicționare și enciclopedii, literatură, științe umaniste, științe socio-umane, științe aplicate, medicină, drept, economie și afaceri, limbi străine, carte pentru copii, ghiduri turistice, hobby și cărți practice, albume de artă etc.). Statisticile sunt esențiale pentru activitatea editurilor, fiind utile în procesul de alcătuire a planurilor editoriale conform cu dinamica cererilor.
Mai jos sunt redate câteva informații din catalogul AER „Piața cărții în România. Statistici 2001/Cine sunt cei care nu citesc cărți?”:
- publicul cumpărător de carte (1-12 cărți/an) se situează cu puțin peste cifra de 3.000.000 de cititori, corespunzând unui procent de 13% din populația României;
- clienții fideli ai libăriilor (cei care cumpără între 5-12 cărți/an) sunt de 1.200.000, adică 5% din populația României;
- nu cumpără cărți 56% dintre absolvenții de liceu și 12% dintre cei cu diplome de învățământ superior;
- peste 60% dintre elevi nu citesc nici o carte în afara manualelor școlare;
- în România postbelică nu au existat politici de promovare a lecturii. Campaniile de promovare a cititului desfășurate anual în țările occidentale dau rezultate concrete, ducând la creșterea vânzarilor de carte cu peste 30%;
- există un public potențial care poate fi „activat” pentru lectură. Acest lucru se poate realiza prin campanii de comunicare eficiente care să așeze cartea în rândul produselor promovate la scară națională și cu real impact asupra publicului actual de non-cititori.

## Activitatea standard a unei edituri
Indiferent de domeniul de activitate al unei edituri, etapele parcurse în procesul de publicare a unei cărți sunt mereu aceleași. Producția a suferit doar rafinări și sofisticări de-a lungul anilor pe măsură ce au apărut inovații tehnologice.

### Structură organizațională

Activitatea standard dintr-o editură

Organizarea unei edituri depinde de mărimea acesteia fiind diferită de la o editură la alta. Activitățile tipice sunt cele de mai jos:
1. Achiziții și proiecte editoriale noi
2. Drepturi de editare
3. Redactare
4. Tehnoredactare
5. Grafică
6. Producție
7. Vânzări și marketing
8. Promovare
9. Activități financiar-contabile (economic)

Aceste activități se regăsesc sub forma unei inflorescențe cu 9 petale. Ele au aproximativ aceeași importanță, în reușita unei edituri contând foarte mult munca de echipă. Coordonarea revine persoanelor situate în posturile-cheie și care compun nucleul de decizie al unei edituri: directorul general (DG), directorul editorial (DE) sau redactorul-șef (RȘ), directorul comercial sau de marketing (DC) și secretarul general de redacție (SGR). Aceștia dețin atribuții atât în stabilirea strategiilor editurii, cât și în coordonarea activităților curente. De obicei, numărul colaboratorilor unei edituri (din zona de producție: culegerea textelor, traducere, corectură, redactare, ilustrații, vânzări etc.) este cu mult mai mare decât cel al angajaților permanenți.

#### Achiziții și proiecte editoriale noi
O editură își întocmește o listă anuală a cărților pe care își propune să le publice (de la 10 titluri în editurile mai mici până la câteva sute în cele mari). Proiectele și manuscrisele noi reprezintă pentru edituri „materia primă” pentru viitoarele cărți. După aprobare, ele intră în planul editorial de perspectivă; uneori intervalul de timp scurs din momentul în care un proiect a fost avizat și până când acesta va ajunge în librării (sub forma unei cărți) poate fi destul de mare, chiar și de doi-trei ani.
Câteva cărți sunt cumpărate din miile de manuscrise (nesolicitate) pe care marile edituri le primesc anual (circa 90% dintre acestea sunt respinse), dar majoritatea titlurilor provin de la agenții literare, de la „autori de casă”, sunt scrise la solicitarea editorilor (manuscrise comandate), proiecte inițiate de departamentul de marketing pe baza constatării unei cereri de piață, propuneri primite de la coordonatorii de colecții și consilierii editurii, cataloage editoriale și statistici de vânzări din alte țări (traduceri), abordarea unor domenii editoriale noi etc.
O editură își va selecta proiectele editoriale în funcție de anumite criterii:
- specializarea și profilul editurii;
- lucrări similare deja publicate;
- reputația autorului;
- vânzările estimate;
- valoarea științifică;
- posibilități de promovare (dacă autorul se implică în promovarea cărții, participarea la anumite evenimente unde carte poate fi promovată, titlul necesită un plan de promovare special etc.);
- succesul editorial din alte țări (pentru traduceri);
- resurse financiare;
- probleme deosebite de editare;
- reeditări în viitor;
- strategii și obiective;
- profitul estimat.

#### Drepturi de editare
În vederea publicării unei cărți se impune încheierea unui contract între editor și autor, pe baza căruia autorul cedează editurii (cesionează) dreptul de publicare și difuzare a operei sale. Practic, o carte este considerată drept proprietate intelectuală a autorului ei. În cazul traducerilor contractul se încheie cu traducătorul operei și cu proprietarul copy-rightului. Preluarea unui fragment dintr-o carte fără indicarea semnelor de citare și a sursei reprezintă o practică care nu face onoare nici autorului și nici editurii (piraterie editorială/plagiat) și este pedepsită prin lege.

#### Redactare
Aici au loc o serie de activități de pregătire editorială a manuscrisului până la faza de bun de tipar după cum urmează:
- lectura manuscrisului și operarea unor modificări;
- stilizarea;
- verificarea conformității cu normele ortografice, de punctuație și gramaticale în vigoare;
- verificarea traducerilor;
- corectarea erorilor de dacilografiere/culegere;
- elaborarea textelor de prezentare pentru catalog, a textului pentru copertă (sarcină îndeplinită în colaborare directă cu departamentul de promovare);
- corectura manuscrisului după tehnoredactare etc.

După ce un manuscris este inclus în planul editorial al unei edituri, acesta va intra sub îngrijirea directă a unui redactor care va întreprinde toate acțiunile de mai sus până la bunul de tipar. De obicei un redactor (editor în SUA) lucrează cu mai multe titluri în același timp, pe parcursul definitivării procesului editorial.

#### Tehnoredactare
Apariția și dezvoltarea calculatorului în procesul editorial au adus schimbări importante în acest domeniu (începând cu anii ’70). Folosite inițial pentru culegerea textului, PC-urile au devenit din ce în ce mai performante, iar pachetele software actuale permit îndeplinirea unor operațiuni ce sunt limitate doar de către imaginația utilizatorului.
Totuși penetrarea calculatoarelor în viața de zi cu zi a adus și un element nefast: acela că orice utilizator crede că știe „să tehnoredacteze ceva în Word”. O greșeală comună ce deseori tinde să devină și practică. Suita de programe Microsoft Office din care face parte și pachetul Word reprezintă un excelent editor de text alături de alte asemenea pachete de tip office cum ar fi LibreOffice sau Google Docs (dezvoltat în cloud-computing).
Operațiunea de tehnoredactare se execută pe calculatoare specializate, cu pachete software dedicate precum: QuarkXPress, Adobe Pagemaker, Microsoft Publisher, Adobe InDesign (lider și considerat state of the art în layout profesionist atât pentru tipar cât și pentru ediții digitale).
Tehnoredactarea include o serie de operațiuni ce necesită, pe lângă cunoașterea temeinică a domeniului și un bun-simț estetic la fel de temeinic (lucru mai rar întâlnit) din partea tehnoredactorului, iar pe alocuri o atenție extremă la detalii. La sfârșitul acestei etape intervine exportul pentru tipar sau etapa de pre-press.
Punerea în pagină a unei cărți conține:
- stabilirea formatului (dimensiunile cărții);
- alegerea corpului de literă pentru text, titluri ș.a.;
- poziționarea și numerotarea notelor, a ilustrațiilor, a tabelelor etc.;

(R)evoluția software a modificat și alte operații redacționale cum ar fi: alcătuirea indexului, a tablei de materii, a bibliografiei etc. În prezent există suite de pluginuri (programe adiționale specializate) ce permit editarea/corectarea/lucrul pe un document electronic (din partea redactorului/editorului) concomitent cu aranjarea acestuia în pagină de către tehnoredactor. Acest tip de convergență și de lucru colaborativ pentru eficientizare sunt des folosite în marile redacții pentru că altfel fluxul de producție ar deveni prea greu de organizat și urmărit. Adobe InDesign alături de editorul de text Adobe InCopy pot fi de exemplu interconectate prin soluțiile de Smart Plugins dezvoltate de către Woodwing Software.
În prezent compania Adobe, lider în domeniul digital publishingului dezvoltă în variantă prerelease program suita software Adobe Digital Publishing Platform ce reprezintă pasul de trecere către ceea ce mulți numesc digital age (era digitală), în pregătirea documentelor electronice nu numai pentru tipar ci și modificarea și adaptarea ușoară a acestora pentru distribuția digitală în masă.

#### Grafică
Acest departament va elabora proiectele de copertă, desenele, ilustrațiile, va asigura procesarea imaginilor și a figurilor dintr-o carte conform cu standardele editurii sau va participa la proiectele speciale de promovare. La editurile medii și mari, departamentul este condus de un director artistic.

#### Producție
Aici sunt elaborate și trimise comenzile către tipografii (cu specificarea condițiilor tehnice – tirajul, formatul cărții, tipul de hârtie/carton, legătoria, finisajul) și este supervizat procesul de tipărire în vederea asigurării calității lucrărilor tipografice. Tot acest departament va aproba devizele, va estima costurile de tipar etc.

#### Vânzări și marketing
Activitatea comercială a unei edituri este variată și necesită folosirea unor resurse umane numeroase.
Atribuțiile cele mai importante sunt:
- relațiile cu beneficiarii;
- urmărirea periodică a vânzărilor la beneficiari și a modului de expunere a cărților în librării;
- depozitare, expediții, transport;
- elaborarea statisticilor privind vânzările și emiterea comenzilor de reprint pentru titlurile epuizate;
- vânzări directe (carte prin poștă, club de carte, librării virtuale, oferte pentru biblioteci ș.a.);
- participarea la târguri și saloane de carte;
- studii privind piața de carte, propuneri de tiraje pentru viitoarele apariții editoriale, participarea la elaborarea politicii de prețuri a editurii;
- promovarea vânzărilor (oferte speciale, reduceri de prețuri, cataloage, afișe etc.).

#### Promovare
Departamentul este implicat în majoritatea acțiunilor de relații publice:
- gestionează relațiile cu mass-media;
- organizează lansări de carte;
- întocmește dosare și comunicate de presă;
- promovează noile apariții (recenzii și semnalări în cotidiene, evenimente, Internet).

Unul dintre cele mai mari succese pentru un editor ar fi o carte ce „se vinde” singură. Din păcate, nu așa stau lucrurile în realitate. Cartea trebuie adusă în atenția distribuitorilor de carte, librarilor și posibilului cumpărător/cititor.
Pentru ca un titlu să fie vândut acesta trebuie bine poziționat pe piața de carte. Bugetul alocat promovării într-o editură este de obicei unul limitat și de aceea editorul își alege cu grijă cărțile pe care le vrea „un succes de casă” și cărora le va acorda o importanță deosebită din acest punct de vedere. John Rosen, fost marketing director la Prentice Hall Press, susținea că esența poziționării este reprezentată prin sacrificiu: anumitor cărți li se va acorda mai multă atenție decât altora. Această metodă, crucială în marketing-ul cărților, reprezintă cârligul ce agață cumpărătorii. Iar la celălalt capăt al cârligului se află mâna biroului de promovare.
Până în anii ’50, noțiunea de relații publice era inexistentă în România, fiind mai degrabă un fel de relații cu publicul prin diferite instituții administrative.

ziarul Curentul din 1933, reclama la librăria „Alcalay”

În schimb, publicitatea românească ținea pasul cu Occidentul prin reclamele realizate la diferite produse sau afaceri printre care și la unele librării sau edituri. Astfel, în ziarul Curentul din 1933 întâlnim o reclama la librăria „Alcalay” care oferea gratis un ceasornic sau 20% rabat la cărțile școlare cumpărate.
Societatea comunistă respingea ideea promovării unui produs pentru a-l face să fie mai bine vândut decât altele (apanaj al sistemului capitalist). Singurul producător erau intreprinderile de stat și astfel, în presă apar numeroase reclame identice în limbajul lor de lemn, indiferent dacă se vindea noul televizor Sport cu C.I. sau papiote de ață produse la Terom.
Promovarea unui produs, chiar și a unei cărți, trecea prin filtrul cenzurii, totul transformându-se într-un mijloc de propagandă. În anii ’60 a fost creată Întreprinderea de Stat – Reclama Comercială (Recom), direct subordonată Ministerului Comerțului și al Industriei Ușoare, unde erau realizate majoritatea aparițiilor publicitare din presa scrisă. O reclamă era formată de obicei din desene caricaturale și o rimă.
Un exemplu în acest sens este reclama la Editura Junimea din Almanahul Convorbiri Literare: „Intrată în cel de-al doilea deceniu de existență, Editura Junimea dovedește nu numai deplină consonanță cu marile direcții de dezvoltare ale spiritualității românești, dar și o permanentă racordare la nevoile acute ale culturii noastre socialiste. Având un profil complex, publică lucrări din cele mai diverse, manifestând o deschidere largă spre valorile naționale din trecut și de azi, înscriindu-se, astfel, în efortul general de afirmare a creației în toate domeniile.” Alături de text se află fotografiate coperțile unor cărți de istorie și politică socială. În același almanah, numai că peste un an, este reluat identic textul cu referire la editură, doar cărțile fiind altele, de data aceasta povestiri și nuvele pentru copii.
După 1989, editurile au început să recunoască importanța promovării în vânzarea de carte și, în prezent, toate editurile mari din România au un departament de promovare sau lucrează cu agenții de publicitate specializate.

#### Activități financiar-contabile (economic)
Ca în orice firmă, contabilitatea este cea care confirmă dacă activitatea generală este profitabilă sau nu. O analiză economică bine întocmită poate identifica și, uneori, înlătura eventualele pierderi.

## Evenimente speciale: expoziții și târguri de carte
Aceste evenimente sunt o parte majoră din programul de promovare al unui editor, deoarece aduc în mod neintermediat cărțile unei edituri față în față cu publicul cititor/cumpărător. Cel mai important târg de carte autohton este Târgul internațional Gaudeamus carte de învățătură organizat în fiecare toamnă în București la Pavilionul Central al Romexpo de către Societatea Română de Radio urmat de Bookfest organizat de către AER. Pe plan local, în Iași are loc, tot anual, Librex. În domeniul cărților școlare există târgul Gaudeamus organizat în câteva centre universitare: București, Cluj, Brașov, Timișoara, Craiova. Numeroase alte manifestări de mai mică amploare mai pot fi întâlnite (Târgul Kilipirim, Târgul Alternativ de Carte etc.)
La acestea se mai adugă și numeroase târguri inernaționale de prestigiu (unde editorii pot face schimburi de copyright sau know-how):
- Târgul Internațional de la Frankfurt
- Salonul de Carte de la Paris
- Târgul Internațional de Carte din Londra
- Târgul de Carte din Leipzig
- Târgul de Carte din Torino
- Târgul Internațional de Carte de la Ierusalim

## TVA și Timbrul Literar (TL)

### TVA
Începând cu decembrie 2004 a fost introdusă TVA pentru activitatea de editare și vânzare de carte în format fizic (tipărit). Acest tip de activitate „beneficiază“ de un TVA redus de 5% . În acest an a fost pusă problema majorării acestei TVA reduse, dar s-a renunțat la idee..
Pentru downloadul digital de carte e-book TVA percepută este de 19% (decizie oficială transmisă printr-o notă internă de către reprezentanții Ministerului Finanțelor Publice la cererea unui grup de editori), spre deosebire de TVA 5% pentru piața cărții tipărite.
De la 1 ianuarie 2022, în baza unei modificări a Codului fiscal, se va aplica TVA redus de 5% și pentru cărțile în format electronic, multimedia, audiobook .

### TL
Timbrul literar reprezintă 2% din prețul de vânzare al unei cărți și se adaugă la prețul final de exemplar alături de TVA.
În prezent un proiect inițiat de Alianța Națională a Uniunilor de Creatori, cu privire la timbrul literar, urmează să devină lege. Acesta va aduce modificări majore în cadrul modului în care este calculat, perceput și administrat Timbrul Literar, lucru care a dus la proteste în rândul editorilor.